# برکه شماره ۱ بشاری
برکه شماره ۱ بشاری مربوط به دوره قاجار است و در بندر لنگه، خیابان اصلی، روبروی بیمارستان واقع شده و این اثر در تاریخ ۱۰ دی ۱۳۸۱ با شمارهٔ ثبت ۶۷۶۷ به‌عنوان یکی از آثار ملی ایران به ثبت رسیده است.